# دائرة وادي تاغية

## موقعها
تقع مدينة وادي التاغية جنوب مدينة معسكر وتابعة لها إقليميا تبعد عنها ب 32 كلم تقريبا وهي تتوسط بين ولاية معسكر وولاية سعيدة حيت تبعد عن هذه الأخيرة حوالي 40 كلم عبر الطريق الوطني رقم 06 وهي معروفة بطابعها الفلاحي والزراعي. بلغ عدد سكانها سنة 2007 حوالي 23 ألف نسمة.
== الموقع == : 35.114643°N 0.0885773°E

## تسميتها
تسمى وادي التاغية أو وادي تاغية.
كانت تسمى من قبل وادي الطاغية، ولصعوبة نطق الطاء استبدل بالتاء فصارت وادي التاغية. يقال إن امرأة طاغية كانت تسكن بجواره وتقطع الطريق أو تدفع العابرين ثمن عبور الوادي. ولكن هذه القصة تبدو خرافية وليس بين يدينا ما يؤكد صحتها أو يفندها.
كان الرحالة الفرنسيون يسمّونها (Oued Traria)
من بين الفرنسيين الذين زاروها كجنود وكتبوا عن واديها نذكر: Louis Lamborelle، 
عندما هرب سيدي عيسى المغيلي الزنداجي من الإسبان دخل إلى قرجوم لكي يستقر فيها ولكن رغم ذلك واصل الإسبان ملاحقته فلجأ إلى منطقة واد البرد (واد التاغية) وفيها كمن سيدي عيسى وأعوانه للجيش الإسباني بقيادة الجنرال Taria فألحقوا بهم هزيمة كبرى وقتلوا الجنرال المذكور في مضيق نهري يسمى مشرع سبانيا يعرفه كبار المنطقة ولما دخلت فرنسا استعانت بالخرائط التي وضعها الإسبان من قبل وعلموا أن الجنرال Taria قتل في هذه المنطقة فما كان من إلا خلدوا اسمه بتسية هذه المنطقة باسمه (Oued Taria) ومن اراد التأكد من هذه المعلومة فعليه الرجوع إلى أرشيف الإسبان للتأكد من اسم هذا الجنرال. [بحاجة لمصدر]
إن كلمة «تاغيا» مستعملة كثيرا في مناطق الأطلس: منها «تاغيا» المحاذية للوادي الأخضر والمدمجة إداريا ضمن جماعة واولي؛ ومنها مدينة «تاغيا نلمشان» التابعة لجماعة تاغزوت نايت عطا بتنغير؛ ومنها «دوار تاغيا» التابع لحوض غريس الواقع بين الأطلس الكبير والأطلس الصغير؛ إلى جانب العديد من أسماء الأماكن الموجودة بالأطلس التي تحمل اسم «تاغيا». نستنتج من هذا أن هذه الكلمة ليست اسم عَلَم (أي اسم رجل إسباني أو امرأة طاغية) بل تسمية جغرافية أو تضاريسية، مثلما نقول: سهل، جبل، وادٍ. وعندما نرجع إلى اللغة الأمازيغية القديمة أي لغة الموحدين الذين ينحدر أصلهم من جبال الأطلس والذي ملكوا المغرب العربي بكامله بين القرنين 12هـ و13هـ يظهر لنا أن كلمة «تاغيا» التي جمعها «تاغيوين» أصلها الأخاديد والخوانق والفجج والمضايق والمسالك التي تحدثها الأودية والأنهر فيصعب قطعها أو المسير بجانبها. نفهم من هذا الأصل اللغوي لكلمة تاغية أن الذين عمّروا هذه المنطقة ليسوا عربا بل أمازيغ تابعين للدولة الموحدية. لأن العرب الهلاليين الذين عمروا المغرب العربي لم يدخلوه إلا بعد النصف الثاني من القرن 12هـ. إضافة إلى ذلك فإن العديد من الأماكن الموجودة في وادي التاغية تحمل أسماءً أمازيغية مثل كُكْ، كَرْصُوطْ، عَيْشَتَة، تْماسْ، قَدَّارَة، بْرَاكْنَة، إلخ.

## دواوير وادي التاغية
تضم هذه المدينة عدّة دَواوير (ج. دُوّار)، أهمها: دوار أولاد بوحلوان، أولاد سيدي عيسى، أولاد سيدي علي بن عيسى، أولاد بَلّيل، أولاد بوضَربة، البَراكْنة، البَرابير، أولاد شَريف، المَكاكة، العَمورات، أولاد أحْبادي، القُواظْنِية...إلخ.

## مَعالم وادي التاغية

### واديها
تشتهر بواديها الذي يقسم المدينة إلى قسمين. 
دخلها الاستعمار الفرنسي سنة 1864 (حسب الجنود الرحالة الذين ذكرتهم من قبل دخل الجيش الفرنسي في منطقة وادي التاغية سنة 1848 ولاحق قبائل الهواشم التابعة للأمير عبد القادر والباقية على ضفاف الوادي. فأسر وقتل وخرب.) فيما لبثوا حتى بنى الفرنسيون الجسر الرابط بين طرفي المدينة سنة 1903. وتم بناؤه على أيدي كتيبة مشاة ميكانيكية التابعة لقوات الاحتلال.

### القبب
فيها العديد من القِبَبْ التي بناها سيدي الحاج الذي أصله من دُوار أولاد بوضَربة (أو قرجوم كما يقال لها في بعض الأحيان) والذي عاش في بداية القرن العشرين. يقال إنه أحضر الزليج والخزف لبناء القبب من إسبانيا. من بين قِببها: سيدي عبد القادر، سيدي المختار، رجال الحَمَّار (معنى كلمة حمّار هو المرتفع من الأرض)، سيدي فْرَج، مولاي عبد القادر، سيدي علي الصغير، سيدي علي الكبير، سيدي الشافي، سيدي الحاج، سيدي قَدّيم، سيدي عيسى، سيدي أحمد، سيدي عَبُّو، سيدي بن صَوّاق، رجال الذُكّارة (الذُكارة معناها شجرة النخيل الصغيرة)، وآخرين.

### الحواويط
فيها أيضا الكثير من الحَواوِيط (مفرد: حَوّيطة) أظن أنّ أصل الكلمة من كلمة حائط وهو بناء صغير لا سقف له لا يتجاوز المتر أو المتر والنصف. فيه ثلات أو أربع جدران صغيرة مع مدخل بدون باب. يوجد في جوانبه الداخلية شبه نوافذ توضع فيها الشموع. نجد في الحويطة بعض المرات قبر ميت. في أغلب الأحوال صاحب القبر مجهول الهوية. كان يعتقد الناس في زيارة الحواويط مثل زيارة الأولياء الصالحين. لكنها ظاهرة لم تبق بعد سنوات التسعينات. تطلى هذه الحويطات أو الحواويط بالجير الأبيض مرة في السنة أو مرتين. يعتقد البعض أن الحواويط فيها كنوز الذهب وضعها الناس من قبل ليخفوا ممتلكاتهم. وهذا الرأي لا أساس له من الصحة.

### طائر اللقلق
تعرف وادي التاغية بطائر اللقلق (الذي يسميه أهل المدينة صافو) الذي كان يمر منذ قديم الزمان على هذه المدينة ليتم سفره إلى إسبانيا وفرنسا وألمانيا ثم الرجوع إلى المناطق الاستوائية في إفريقيا. ولكن ومنذ التسعينات تقريبا صار هذا الطائر لا يغادر المدينة كما كان بل استبد بالمكان وتكاثر. إنه طائر لا يضر لا الطبيعة ولا محاصيل الفلاحين. يبني أعشاشه في أعالي المآذن وأعمدة الكهرباء وحتى مراقب بث الهواتف النقالة.

### طائر اليمامة
طائر أخر كان يغادر المدينة في زمن الخريف ويأتي إليها في زمن الصيف لكنه صار لا يبرح مغادرة المدينة منذ التسعينات أيضا. ألا وهو اليمامة (مثل الحمام ولكن أصغر منه بقليل). هذا الطائر لا يضر المحصولات الفلاحية أيضا.

### الزيتون
على الضفة اليسرى للوادي ما بين مدينة البنيان ومدينة وادي التاغية يوجد العديد من حقول الزيتون. غرس الفرنسيون هذه الحقول في سنوات الخمسينات وصنعوا جسرا قرب قبة سيدي عبو حتى يخزن الماء فيه، ثم يعبر قناة بُنيت فوق حقول الزيتون لسقيها. تعرف هذه القناة بـ (الساقية). قبل أن تغرس هذه الحقول كان المعمرون الفرنسيون قد غرسوا هذه المنطقة كُرومًا للعنب في سنوات الأربعينات من القرن الماضي. ولهذا يوجد معصرة عنب بناها المعمرون أنفسهم لإنتاج الخمر. (توجد هذه المعصرة قرب الملعب البلدي وهي مهجورة الآن) لكن بعد سنوات لاحظوا أنّ المحصول لم يكن ذا قيمة فقلعوا شجر الكروم وغرسوا بدله شجر الزيتون.
بعدما خرج المعمرون من المنطقة بعد 1962 لم يقم سكان المدينة بغرس حقول زيتون جديدة إلا في السنوات الأخيرة بين 2000 و2010 بعدما اكتشفوا غلاء سعر الزيون في المنطقة. 
ملاحظة : إن غرس شجرة الزيتون في منطقة وادي التاغية مضر بالمياه الجوفية. ذلك أن هذه الحقول تتطلب مياة كبيرة وخاصة في وقت نقص تساقط الأمطار. لذلك نرى الفلاحين مجبرين على حفر أبار مياه تتجاوز المائتين متر وعلى استنزاف مخزون المياه الأرضية. (عن تاريخ حقول الزيتون في المنطقة أخذت هذه المعلومات عن جدي الحاج المختار رزقي ولد بوزيان ولد أمحمد).

### جبالها
فيها الكثير من الجبال، والمشهور منها:
كَرْصوط، مولاي عبد القادر (أو كُكْ)، عَيْشاتة، العَمورات، إلخ.

### قناطرها
فيها قنطرتين الأولي بُنِيَت في زمن الفرنسيين سنة 1903 وهذا التاريخ ما زال مكتوبًا عليها. هذه القنطرة رغم تجاوزها القرن لم تسقط ولا مرّة. يقع هذا الجسر في وسط المدينة ويَعْبُرُه المارّة والسيارات من طرف المدينة إلى طرفها الأخر. لون الجسر أبيض. 
القنطرة الثانية التي بُنيت في الثمانينات من قبل المهندسين الجزائريين سقطت مرّة ورُمِّمَت مباشرة. يَمُرُُّ على هذه القنطرة الطريق الوطني رقم 6. لونها أحمر.

### أسواقها
في هذه المدينة سوق أسبوعي فيه كل المنتجات: خضر وفواكه، ألبسة وأواني منزلية، ومواشي (خصوصا الغنم)، يباع فيه أيضا الدجاج والأرانب.
كان هذا السوق يقام يوم الأربعاء في وسط المدينة في المكان الذي يسمى النجمة أو البراريك قرب سوق الفلاح في سنوات الثمينات والتسعينات ولكنه غُيِّر في العقد الأول من القرن الحادي والعشرين بيوم السبت وصار يقام خارج المدينة قرب الطريق الوطني رقم 6 على الطريق المؤدي إلى مدينة عين فكان.
عُرفت مدينة وادي التاغية ببيعها للحوم الدجاج لأنها كانت تنتج الكثير منه في التسعينات والسنوات العشر الماضية ولكن الإنتاج قلّ في البضع سنوات الأخيرة. لا أعرف سبب ذلك.
منذ 10 سنوات صارت وادي التاغية تُعرف بإنتاجها للزيتون. وينقصها مَعاصِر للزيتون. لا يعرف سكانها استغلال زيت الزيتون وحدهم بل يبيعون غِلَلَ الزيتون للتُجار الأجانب (من مناطق أخرى من الوطن)

### شخصيات
- منهم أبي راس الناصري الجزائري العالم النحرير الذي عاش في القرن التاسع عشر. ألف العديد من الكتب والقصائد ولد بجبل كرصوط.
- منهم الرسام الفرنسي Augustin Ferrando ولد في 15 أفريل 1880 ومات في 7 أفريل 1957.